# Шевченково (Малинский район)
Шевченково (укр. Шевченкове) — село на Украине, основано в 1925 году, находится в Малинском районе Житомирской области.
Код КОАТУУ — 1823488601. Население по переписи 2001 года составляет 218 человек. Почтовый индекс — 11623. Телефонный код — 4133. Занимает площадь 1,267 км².

## Адрес местного совета
11600, Житомирская область, Малинский р-н, с. Шевченково